# Rhizothrix curvata
Rhizothrix curvata is een eenoogkreeftjessoort uit de familie van de Rhizothricidae. De wetenschappelijke naam van de soort is voor het eerst geldig gepubliceerd in 1880 door Brady.